# 今井雄太郎
今井雄太郎（1949年8月4日—）為日本的棒球選手，出生於新潟県長岡市。他曾效力於日本職棒歐力士野牛等，守備位置為投手，於1991年退役，生涯通算130勝記録。

## 外部連結
- ナイトシャッフル（FBS福岡放送より）
- ペサス